# Basilewskyana
Basilewskyana is een geslacht van kevers uit de familie van de loopkevers (Carabidae). De wetenschappelijke naam van het geslacht is voor het eerst geldig gepubliceerd in 1959 door Kult.

## Soorten
Het geslacht Basilewskyana is monotypisch en omvat slechts de volgende soort:
- Basilewskyana villiersi (Basilewsky, 1948)